# Takt op.
『takt op.』（タクトオーパス、ロゴでは「{tákt: op.}」）は、ディー・エヌ・エーとバンダイナムコミュージックライブによるメディアミックスプロジェクト。

## 概要
音楽が失われた世界（ゲーム版：西暦2067年、テレビアニメ版：2047年）を舞台に、クラシック音楽を中心とする有名な楽曲や歌劇の力を宿した少女たち「ムジカート」と、それを導く「コンダクター」（指揮者）による、D2という異形の怪物に対する戦いが描かれる。
2023年、ゲーム『takt op. 運命は真紅き旋律の街を』がリリースされるほか、前日譚であるテレビアニメ『takt op.Destiny』（タクトオーパス ディスティニー）が2021年10月から12月まで放映された。

## 作中用語
D2
DespairDolls（絶望の獣）の略。地球に降り注いだ黒い隕石が生み出した、異形の怪物。姿は個体ごとに異なっているが、仮面のような部位と、黒い石を体内に宿している点は共通している。あらゆる音楽を忌み嫌い、それを奏でる人間を蹂躙し尽くした。
黒夜隕鉄（黒い石）
西暦2020年頃、流星とともに地球上に飛来したとされる黒い石。サイズは大小様々であり、小石ほどのものから、山を穿つほどに巨大なものまで確認されている。地上に降り注いだ黒い石はやがて、人類にとっての災厄「D2」を生み出す根源となった。実は歓喜によれば、その正体は別次元からやって来た"神"の一部。
シンフォニカ
D2殲滅と人類の救済を目的とした組織及び、その組織が建設した防衛施設。D2の出現とほぼ時を同じくして台頭し、唯一無二のムジカートという戦力を用いて、人類を守護。世界各国に組織名を冠した防衛施設「シンフォニカ」を作り上げた。2047年の世界では、ニューヨークやベルリンなど、大都市の近傍にシンフォニカが建造されている。ニューヨーク・シンフォニカにおいては、かつて繰り広げられた大戦の英雄ザーガンがGM（グランドマエストロ）という役職に就き、全権を握っている。
ムジカート
シンフォニカによって、人間を素体に生み出された対D2用兵器。黒い石に対抗する能力を持ち、通常兵器では倒しきれないD2を撃破することが可能。ムジカート開発に成功したことにより、人類は反転攻勢の力を得た。その製造過程には秘密が多く、存在自体が非常に稀少。ムジカートは、素体となる人間とハルモニア鉱石を加工して作ったf字孔と融合することで誕生する。しかしその代償に、素体となった人間の人格とf字孔に宿る"神"の意思と合わさり新たな人格となる。そのため素体となった人間の記憶は、失われる。また、同じf字孔でも素体となった人間の違いによっては、同じムジカートでも、以前と違う人格になる。
コンダクター
シンフォニカに所属しており、ムジカートの運用・指揮を行い、戦闘の最前線に立つ。オーケストラの指揮者に倣い、コンダクターと称される。コンダクターは指揮を執ることで、ムジカートの能力を最大まで引き出すことができる。
ハルモニア鉱石
21世紀初頭に発見された美しい石。音楽に反応し、エネルギーを生み出す特殊な性質から、“HARMONY=ハルモニア鉱石”と名付けられた。ハルモニア鉱石が放出するエネルギーは多くの研究者の関心を集め、ムジカートの誕生へと結実することになった。ムジカートはこの石が発する「音楽の力」を用いることで対D2戦闘を可能としている。その正体は、黒夜隕鉄と同じ別次元からやって来た"神"の一部であることが、アニメ版で示唆されている。
f字孔
ムジカートの力の源であり常に肌身離さず身に着けているアクセサリー。簡単には壊れない代物ではあるが、f字孔の破壊はムジカートの死を意味する。
ザーガン宣言
D2が休眠状態に入った際に出された停戦宣言。ニューヨーク・シンフォニカの最高責任者であるGM（グランドマエストロ）を務めるザーガンからその名がとられた。

## ゲーム
『takt op. 運命は真紅き旋律の街を』（タクトオーパス うんめいはあかきせんりつのまちを）のタイトルで、2023年6月28日よりサービス開始。基本プレイ無料（アイテム課金制）。
2024年4月9日をもってサービスを終了。

### 登場人物（ゲーム）

#### 主人公
朝雛 タクト（あさひな タクト）
声 - 内山昂輝
本作の主人公。ベルリン・シンフォニカの奥でコールドスリープ装置の中で眠り続けていたコンダクター。ムジカート達を指揮し、勝利へと導く存在。しかし、長い間眠り続けていたせいで記憶喪失になっている。だが運命だけは彼の名前を知っている。また、卓越したピアノの腕前を誇る。
その正体は、アニメ版に登場した朝雛タクト本人である。

#### ムジカート（ゲーム）
実装キャラクター（2024年2月29日現在）
運命
声 - 本渡楓
木星
声 - 依田菜津
きらきら星変奏曲
声 - 指出毬亜
ワルキューレ
声 - 上坂すみれ
カルメン
声 - 花守ゆみり
くるみ割り人形
声 - 洲崎綾
ボレロ
声 - 芹澤優
こうもり
声 - 朝井彩加
月光
声 - 黒沢ともよ
シバの女王ベルキス
声 - 高橋李依
ダフニスとクロエ
声 - 河瀬茉希
G線上のアリア
声 - 金元寿子
魔王
声 - 東城日沙子
威風堂々
声 - 立花日菜
幻想即興曲
声 - 河野ひより
カノン
声 - 関ありあ
アルルの女
声 - 赤﨑千夏
エリーゼのために
声 - 石見舞菜香
白鳥の湖
声 - 嶋原彩心
魔弾の射手
声 - 羊宮妃那
ラ・カンパネラ
声 - 菱川花菜
四季・春
声 - 村上まなつ
四季・夏
声 - 森永千才
四季・秋
声 - 真堂圭
四季・冬
声 - 野々村真白
亡き王女のためのパヴァーヌ（ライヤ・クラウス）
声 - 安済知佳
海
声 - 井澤詩織
シェヘラザード
声 - 廣原ふう
アイネ・クライネ・ナハトムジーク
声 - 高橋花林
ドン・ジョヴァンニ
声 - 髙橋ミナミ
タンホイザー
声 - ファイルーズあい
エニグマ変奏曲
声 - 富田美憂
トリッチ・トラッチ・ポルカ
声 - 山根綺
非プレイアブルキャラクター
亡き王女のためのパヴァーヌ
声 - 小清水亜美
歓喜の歌
声 - 鬼頭明里
※ワルキューレが『takt op.Destiny』に登場しているほか、一部のムジカートもカメオ出演している（くるみ割り人形のみ台詞あり）。

#### ベルリン・シンフォニカ
ヒルデ
声 - 瀬戸麻沙美
ベルリン・シンフォニカの司令官。
アヴリル・バーグマン
声 - 須藤叶希
ベルリン・シンフォニカ所属のコンダクター。
ニコラ・カヴァリエ
声 - 伊瀬茉莉也
ベルリン・シンフォニカ所属のコンダクター。
ドミニク
声 - 竹本英史
ベルリン・シンフォニカの研究員。
ムータ
声 - 桑原由気
「Music device with Universal Tactics Assistance」通称「M.U.T.A.」。
コンダクターを補助・支援するためのパーソナルマルチデバイス。

#### シンフォニカ・ハンブルク研究所
亡き王女のためのパヴァーヌ
声 - 小清水亜美
ディーン・クラウス
声 - 佐藤元
ライヤ・クラウス
声 - 安済知佳

#### コラボキャラクター（ゲーム）
『takt op.Destiny』
巨人（タイタン）
声 - 伊藤美来
運命（コゼット）
声 - 若山詩音

### スタッフ（ゲーム）
- 原作 - DeNA、広井王子[14]
- キャラクターデザイン - LAM[14]
- シリーズ構成・脚本 - 高羽彩[14]
- 音楽考証 - 栗田博文[14]
- 背景コンセプトアート - わいっしゅ[14]
- 音楽 - 坂本英城[14]、藤岡竜輔[15]（ノイジークローク）
- キーピアニスト - まらしぃ[14]
- 企画 - DeNA・広井王子[14]
- 開発 - ディー・エヌ・エー（旧ゲームスタジオ）[14]
- 製作 - takt op. gamepartners[14]
- 主題歌 - 中島美嘉「SYMPHONIA」[14]

## テレビアニメ

テレビアニメ『takt op.Destiny』のロゴ

『takt op.Destiny』（タクトオーパス デスティニー）のタイトルで、2021年10月より12月までテレビ東京系列ほかにて放送された。

### 制作体制
監督は『GRANBLUE FANTASY The Animation』（A-1 Pictures制作）で監督を務めた伊藤祐毅、シリーズ構成はMAPPA作品の多くでシリーズ構成を担当する𠮷村清子が務める。また、キャラクターデザインはマッドハウス作品の多くに参加している長澤礼子が務め、総作画監督はマッドハウス制作回で長澤、MAPPA制作回で菅野利之が担当する。
アニメーション制作はMAPPAとマッドハウスが担当。両社が共同制作を行った理由はスタジオの創業者が同じであったため。DeNAから『takt op.Destiny』の企画依頼がMAPPAに来た際に、マッドハウスに共同制作の依頼がされた。企画はMAPPAを母体としており、製作委員会にも出資している。一方でキャラクターデザインなどの作画のメインスタッフはマッドハウスの主要スタッフが担当。撮影処理もマッドハウスが務める。色彩設計、3DモデルについてはMAPPAが担当しているが、各所に挟まれる演奏シーンの3DCGモデル・アニメーションについてはグラフィニカが制作している。背景美術はスタジオイースターが担当している。
制作ではMAPPAとマッドハウスが各話数ごとに別れて担当回を制作。全12話を6本ずつに分け、マッドハウスが前半の奇数話と後半の偶数話を担当。MAPPAが残りの話数を担当している。中でも、戦闘アクションメインの回はマッドハウスが制作を担当する。オープニングアニメーションはマッドハウスが制作。エンディングアニメーションはイラスト・アニメーションを細居美恵子が担当。エンディングの絵コンテ・演出はマッドハウス出身のアニメ演出家である中村亮介、構成協力をマッドハウス出身の武井風太が担当した。
コ・プロデューサーの堀田将市は、クラシック音楽をモチーフとした理由を「困難な時代に人々を支え、数百年の歳月とともに希望や願いがこめられて」おり、現代に生きる人々にも必要な音楽である旨を語っている。劇中BGMも、各曲のテーマとアニメの物語が寄り添うように選曲している。

### 登場人物（アニメ）
テレビアニメ『takt op.Destiny』における登場人物。ゲーム版とは登場人物や設定が若干異なるため、別に記している。

#### 主要人物
朝雛 タクト
声 - 内山昂輝、藍原ことみ（少年時代）
本作の主人公。ムジカート『運命』と契約したコンダクター。卓越したピアノの腕前を誇る。10年前に死去した名指揮者・朝雛ケンジ（声 - 三上哲）の一人息子。コゼットより年上でアンナより年下。
ニューヨーク・シンフォニカでザーガンの暴走を阻止するが、度重なる力の行使で遂に限界を迎える。シャルロッテの処置によって辛うじて一命を取り留め、コールドスリープ（冷凍睡眠）による長い眠りについた。その後の経緯はゲーム版に続く。
アンナ・シュナイダー
声 - 本渡楓
タクトの幼馴染。運命（コゼット）の姉。ある目的のためにタクト達と共にニューヨークを目指して旅をしている。常識人であり、タクトやコゼットのツッコミ役。タクトより年上。
ニューヨーク・シンフォニカの騒動の後、運命の残したドッグタグのような欠片を受け継ぎ、タクトや運命の残そうとしたものを守り続けるべくコンダクターとなりシンフォニカの職員となった。第12話の最後でムジカート化し、新たな運命となった事が示唆されている。
公式サイトのテキスト「Intermezzo」に運命の力を継ぐに至る彼女の決意が綴られている。
コゼット・シュナイダー
声 - 若山詩音
フランス出身。戦火を逃れ、3年前にアメリカ合衆国へ渡る。好物はアンナの作るタルト・タタン。シュナイダー家には養子として迎え入れられた。タクトよりも年下。

#### ムジカート（アニメ）
運命
声 - 若山詩音
ルートヴィヒ・ヴァン・ベートーヴェンの『交響曲第5番ハ短調』（運命）をその身に宿したムジカート。
D2に襲われて瀕死の重傷を負ったコゼットと一体化して誕生。人格は運命のものであり、コゼットの記憶も存在しない。当初は感情に乏しかったが、タクト達との旅の中で人間らしい感情を身に付けていく。
基本的に礼儀正しい性格だが、砕けた物言いをしたり毒吐く事もしばしば。劇中では甘い物を口にする様子が頻繁に描写される。
レニー曰く「通常のプロセスを経ることなく覚醒している」ため、コンダクターであるタクトの生命力を吸い上げて力を発揮するなど他のムジカートと異なる点が多い。戦闘時には白兵形態と小銃形態を切り替え可能な武器を用いる。
ニューヨーク・シンフォニカで地獄のオルフェ（融合した天国と地獄）と交戦して足止めし、タクトをザーガンの元へ導く事に成功する。武器を失いながらも徒手にて激戦を繰り広げ、遂にオルフェを下した。
騒動終結後は浜辺でタクトからかねてより創作していた曲を贈られる。しばらく語り合った後に眠りについたタクトに愛を告げ、欠片を残して消えていった。
巨人（タイタン）
声 - 伊藤美来
グスタフ・マーラーの『交響曲第1番ニ長調』を宿したムジカート。レニーのパートナーであり、いつも行動を共にしている。
ふんわりとした物腰が特徴的だが、有事の際は鋭い一面を覗かせる。人の名前の後に「たん」を付ける癖がある。
ポンプアクション式のショットガンを得物としている。
天国
声 - 水瀬いのり
ニューヨーク・シンフォニカに所属するムジカート。
銃器を内蔵し、防御にも使える傘を武器としている。
地獄
声 - 上田麗奈
ニューヨーク・シンフォニカに所属するムジカート。シントラーと行動を共にする。
嗜虐的で被虐的。他人を傷つけるのも他人に傷つけられるのにも歓喜を覚える、どこか破綻した性格の持ち主。
ムジカートとしての能力として音叉によって特殊な音を発し、D2を休眠状態から呼び覚まし、操作・支配すら可能である模様。
ローラースケート状の靴を高速移動に用い、車輪を刃に変え戦闘にも利用する。
地獄のオルフェ
声 - 三石琴乃
天国と地獄が融合して現れた謎のムジカート。ジャック・オッフェンバックの『地獄のオルフェ（邦題：天国と地獄）』をその身に宿す。
驚異的な再生能力を持ち、竪琴状の自律浮遊砲台や宙に浮かぶ機雷、身体から剣を生やしたりなど多彩な攻撃手段で対峙する者を翻弄する。
ワルキューレ
声 - 上坂すみれ
リヒャルト・ワーグナーの『ワルキューレ』をその身に宿したムジカート。コンダクターと契約していないため、長時間の戦闘を苦手としている。
生真面目で規律を重んじており、融通の利かない性格。
片手剣と盾による、中世の騎士の様な戦法を用いる。

#### コンダクター
レナード・フライハート
声 - 日野聡
ニューヨーク・シンフォニカに所属するコンダクター。愛称はレニーであり、作中でそう呼ばれるほか公式サイトやEDクレジットでもレニー表記となっている。
男性的な凛々しい風貌とは裏腹に女性的な口調が特徴。面倒見が良く、未熟なタクト達を指導した。
かつてタクトの父ケンジに師事していた演奏家であった。ボストンの惨劇後、ザーガンにスカウトされシンフォニカに加わった。
突如襲撃してきたザーガン及び天国と地獄をタクト達と共に立ち向かう。戦闘中に力を使い過ぎて消耗したタクトを天国の銃撃から庇い、致命傷を負うものの、最後の力を振り絞り、ザーガン達を退ける事に成功する。最後にタクト達に自らの夢を語った後、その生涯を終えた。
フェリックス・シントラー
声 - 浪川大輔
ニューヨーク・シンフォニカで首席指揮官を務めるコンダクター。ザーガンの右腕として組織を指揮している。選民思想の塊であり、自分こそが世界を導く存在だと考えタクト達を敵視している。コゼットが瀕死の重体に陥り、運命となった事件を引き起こした張本人。それ以降、地獄の能力を使いD2を操り街を襲わせていた。
ザーガン
声 - 花輪英司
ニューヨーク・シンフォニカの最高責任者であるGM（グランドマエストロ）を務める人物。かつてD2の侵攻を食い止めた英雄である。タクトの父を尊敬している。
天国と地獄のコンダクター。地獄の能力を用いてボストンの惨劇を引き起こし、タクトの父ケンジを死亡させた首謀者。
かつてのD2との大戦で死にゆく者達の声を聞き続け、精神に異常をきたしてしまう。その苦痛から逃れる為か、痛みに喜びを見出だしたり、犠牲を生まない為に犠牲を生むなど背反する思想を抱くようになる（実際、黒夜隕鉄を暴走させた際にニューヨーク・シンフォニカの職員が犠牲になっている）。
ニューヨーク・シンフォニカの地下にて貯蔵していた黒夜隕鉄を暴走させD2を一ヶ所に集め封じる事で、これ以上D2による犠牲を生まないようにしようと目論む。
世界に音楽を取り戻す事を求めるタクトにその目論みを拒絶され、運命の剣を手に取ったタクトに胸部を貫かれて命を絶たれた。

#### その他の人物
シャルロッテ・シュナイダー
声 - 加隈亜衣
ニューヨーク・シンフォニカに所属する研究者でアンナとコゼットの姉。愛称はロッテ。足が不自由で車椅子で生活を送っている。
タクトと運命の検査を担当し、ある事実を告げる。
シュナイダー夫妻
声 - 小若和郁那（夫人）
アンナ・コゼット・シャルロッテの両親。現在はニューヨークで生活している。

### スタッフ（アニメ）
- 原作 - DeNA、広井王子[13]
- 監督 - 伊藤祐毅[13]
- シリーズ構成 - 𠮷村清子[13]
- キャラクター原案 - LAM[13]
- キャラクターデザイン - 長澤礼子[13]
- アクションディレクター - 岩澤亨[13]
- D2デザイン - 原科大樹[13]
- 武器デザイン - 前並武志[13]
- プロップデザイン - 野崎真一（Chapter 2以降）、中村ユミ（Chapter 3、6以降）
- 美術監督 - e-カエサル（Chapter 2以降）[13]、宇佐美哲也（Chapter 1）
- 美術設定 - 深井亮太（Chapter 4）、水本浩太（Chapter 5以降）
- 美術監修 - 東潤一（Chapter 1）
- 色彩設計 - 末永絢子[13]
- 3DCGモデリングディレクター - 玉井真広[13]
- 3DCGアニメーションディレクター - 小野英希[13]
- 演奏シーン3DCG制作 - グラフィニカ
- 撮影監督 - 伏原あかね[13]
- 編集 - 木村佳史子[13]
- 音楽 - 池頼広[13]
- 音響監督 - 郷文裕貴[13]
- 音楽プロデューサー - 田村優、木村誠
- 音楽ディレクター - ryo (supercell)
- 音楽制作 - インクストゥエンター、YMレコード
- プロデューサー - 松村俊輔、松田宙
- アニメーションプロデューサー - 川越恒、福士裕一郎
- 制作 - MAPPA、MADHOUSE[13]
- 製作 - DeNA、MAPPA、バンダイナムコアーツ

### 主題歌
「タクト」
ryo (supercell) feat. まふまふ, gakuによるオープニングテーマ。作詞・作曲・編曲をryo、歌をまふまふ×gakuがそれぞれ担当する。
「SYMPHONIA」
中島美嘉によるエンディングテーマ。作詞・作曲はrionos。

### 各話リスト
| 話数       | サブタイトル        | 脚本              | 絵コンテ                 | 演出                           | 作画監督 | アクション作画監督                | 総作画監督        | 初放送日       |
| ---------- | ------------------- | ----------------- | ------------------------ | ------------------------------ | --- | --------------------------------- | ----------------- | -------------- |
| Chapter 1  | 指揮-Creed-         | 𠮷村清子          | 三浦貴博                 | 重原克也                       | 長澤礼子 | 岩澤亨                            | 長澤礼子          | 2021年 10月6日 |
| Chapter 2  | 音楽-Reincarnation- | 𠮷村清子          | 伊藤祐毅                 | 金子貴弘                       | 菅野利之 北村晋哉 山﨑絵美 阿久澤友恵 吉岡勝 宮地聡子 当真柚 皆川愛香利 鈴木かんち STUDIO MASSKET                                                                                         | 近藤高光                          | 菅野利之          | 10月13日       |
| Chapter 3  | 覚醒-Journey-       | 𠮷村清子          | 岩澤亨 伊藤祐毅 清水健一 | 北川朋哉                       | 瀬尾健 | 岩澤亨                            | 長澤礼子          | 10月20日       |
| Chapter 4  | 開演-Showtime-      | 一色恒佑 𠮷村清子 | 宮澤努                   | いがりたかし 平向智子 金子貴弘 | 佐々木幸恵 本田敬一 阿久澤友恵 程震雷 邱明哲 松原一之 杉埜はると 石川小百合 齊田恵瑠 岡崎洋美 阿比留隆彦 辻村幸輝 井上修一 羅燦然 湯団 何紫薇 唐案舒 王振 龍光 明光 毛応星 STUDIO MASSKET | 邵伊怡 有田周平 近藤高光 川原智弘 | 菅野利之          | 10月27日       |
| Chapter 5  | 騎行-Valkyrie-      | 金田一明          | 清水健一                 | 須藤瑛仁                       | 原科大樹 | 岩澤亨                            | 長澤礼子          | 11月3日        |
| Chapter 6  | 朝陽-Rooster-       | 𠮷村清子          | 佐藤雅子                 | 金子貴弘 下司泰弘 西山壮海     | 早川加寿子 山﨑絵美 杉埜はると 永川桃子 柳瀬譲二 宮地聡子 竹谷徹平 阿久澤友恵 邱明哲 岡崎洋美 齊田恵瑠 光の園・アニメーション 無錫市淏明動漫 吴耀 羅燦然 ワンオーダー リバイバル 春帰映画 | -                                 | 菅野利之 高原修司 | 11月10日       |
| Chapter 7  | 真実-Noise-         | 金田一明          | 久保雄介                 | 久保雄介                       | 戸沢東 五月麻帆 早川加寿子 堀内優 高橋万帆 松原一之 杉埜はると 清水麻未 羅萍 光の園・アニメーション Revival ONEORDER F.A.I.インターナショナル Radplus スタジオエル                        | 村松尚雄 川原智弘                 | 菅野利之 高原修司 | 11月17日       |
| Chapter 8  | 運命-Cosette-       | 金田一明          | 清水健一                 | 沖田博文                       | 長坂慶太 長澤礼子 | 岩澤亨                            | 長澤礼子          | 11月24日       |
| Chapter 9  | 家族-Eroica-        | 𠮷村清子          | 山﨑みつえ 石川依穂      | 山﨑みつえ 石川依穂            | 邱明哲 羅燦然 潘正天 王維慶 戸沢東 杉埜はると 早川加寿子 松原一之 五月麻帆 長田雄樹 上宇都辰夫 Yu Seunr Hee 光の園・アニメーション STUDIO MASSKET 無錫市淏明動漫                          | -                                 | 菅野利之 高原修司 | 12月1日        |
| Chapter 10 | 師弟-Lenny-         | 金田一明          | 北川朋哉                 | 北川朋哉                       | 長澤礼子 長坂慶太 須藤瑛仁 | 岩澤亨                            | 長澤礼子          | 12月8日        |
| Chapter 11 | 臨戦-Orpheus-       | 𠮷村清子          | 宮繁之                   | 下司泰弘 金子貴弘              | 早川加寿子 山﨑絵美 櫻井拓郎 岡崎洋美 吉村冬彦 邱明哲 羅燦然 王維慶 戸沢東 杉埜はると 松原一之 五月麻帆 程震雷 羅萍 明光 黄鳳 慧敏 Yu Seunr Hee                                           | 村松尚雄 川原智弘                 | 菅野利之 高原修司 | 12月15日       |
| Chapter 12 | 託人-Hope-          | 𠮷村清子          | 清水健一 重原克也        | 重原克也                       | 原科大樹 長澤礼子 | 岩澤亨                            | 長澤礼子          | 12月22日       |

### 放送局
| 放送期間                                                 | 放送時間                     | 放送局         | 対象地域       | 備考                      |
| -------------------------------------------------------- | ---------------------------- | -------------- | -------------- | ------------------------- |
| 2021年10月6日 - 12月22日                                 | 水曜 0:00 - 0:30（火曜深夜） | テレビ東京     | 関東広域圏     | 協力                      |
|                                                          |                              | テレビ北海道   | 北海道         |                           |
|                                                          |                              | テレビ愛知     | 愛知県         |                           |
|                                                          |                              | テレビ大阪     | 大阪府         |                           |
|                                                          |                              | テレビせとうち | 岡山県・香川県 |                           |
|                                                          |                              | TVQ九州放送    | 福岡県         |                           |
|                                                          |                              | BSテレ東       | 日本全域       | BS/BS4K放送               |
| 2021年10月8日 - 12月24日                                 | 金曜 21:00 - 21:30           | AT-X           | 日本全域       | CS放送 / リピート放送あり |
| 2021年11月22日 - 2022年2月7日                            | 月曜 1:30 - 2:00（日曜深夜） | びわ湖放送     | 滋賀県         | [ 27 ]                    |
| 2021年12月4日 - 2022年2月26日                            | 土曜 23:00 - 23:30           | アニマックス   | 日本全域       | BS/CS放送                 |
| びわ湖放送、アニマックス以外の放送局では字幕放送を実施。 |                              |                |                |                           |

インターネットでは、Amazon Prime Videoにて2021年10月6日より水曜1時（火曜深夜）に配信され、その後同年10月8日よりABEMA、dTV、dアニメストア（本店・for Prime Video・ニコニコ支店）、Hulu、J:COMオンデマンド メガパック、milplus、Netflix、Paravi、TELASA、U-NEXT、アニメカ、アニメ放題、auスマートパスプレミアム、バンダイチャンネル、GYAO!、GYAO!ストア、ニコニコチャンネル、DMM.com、music.jp、ビデオマーケット、Disney+にて金曜19時に配信される。
| テレビ東京 水曜 0:00 - 0:30（火曜深夜） | テレビ東京 水曜 0:00 - 0:30（火曜深夜）                                 | テレビ東京 水曜 0:00 - 0:30（火曜深夜）                     |
| 前番組                                  | 番組名                                                                  | 次番組                                                      |
| --------------------------------------- | ----------------------------------------------------------------------- | ----------------------------------------------------------- |
| チマタの噺 【ここまでバラエティ番組枠】 | takt op.Destiny 【ここからアニメ枠】 【ここまでネットワークセールス枠】 | 異世界美少女受肉おじさんと 【本番組のみローカルセールス枠】 |

### BD
第1話、第5話、第8話、第10話にはキャストによるオーディオコメンタリーを収録。
| 巻 | 発売日        | 収録話          | 規格品番  | オーディオコメンタリー       |
| -- | ------------- | --------------- | --------- | ---------------------------- |
| 1  | 2022年4月27日 | 第1話 - 第3話   | BCXA-1696 | 内山昂輝、若山詩音、本渡楓   |
| 2  | 2022年5月27日 | 第4話 - 第6話   | BCXA-1697 | 若山詩音、本渡楓、上坂すみれ |
| 3  | 2022年6月24日 | 第7話 - 第9話   | BCXA-1698 | 内山昂輝、上田麗奈、浪川大輔 |
| 4  | 2022年7月27日 | 第10話 - 第12話 | BCXA-1699 | 若山詩音、伊藤美来、日野聡   |

### Webラジオ
運命役の若山詩音とアンナ・シュナイダー役の本渡楓によるWebラジオ『takt op.Destiny 〜シンフォニカ ラジオ支部〜』が、音泉にて2021年9月22日にプレ配信後、同年10月6日より12月22日まで毎週水曜0時30分（火曜深夜）に配信。全13回。
ゲスト
- 第1回（10月5日） - 内山昂輝（朝雛タクト 役）
- 第9回（11月30日） - 上田麗奈（地獄 役）
- 第10回（12月7日） - 伊藤美来（巨人 役）
- 第11回（12月14日） - 加隈亜衣（シャルロッテ・シュナイダー 役）

## 漫画
『月刊コミックアライブ』 (KADOKAWA)にて、『takt op.Destiny はるか追憶のアンナ 〜Harmony of Hope〜』（タクトオーパス デスティニー はるかついおくのアンナ ハーモニーオブホープ）が2022年10月号より2024年4月号まで連載された。作画は木野が担当する。アンナ視点でテレビアニメの物語が描かれる。2023年9月号掲載の第10話からは『takt op. 運命は真紅き旋律の街を』に改題され、ゲーム版のシナリオがコミカライズされた。
- 原作：DeNA、広井王子 / 作画：木野 『takt op.Destiny はるか追憶のアンナ〜Harmony of Hope〜』→『takt op. 運命は真紅き旋律の街を』 KADOKAWA〈MFコミックス〉、全3巻
  1. 2023年6月28日発売[37]、ISBN 978-4-04-682589-6
  2. 2023年7月28日発売[38]、ISBN 978-4-04-8112291
  3. 2024年5月28日発売[39]、ISBN 978-4-04-811297-0

中矢いかによる『takt op. 薔薇の弾丸で撃て！』はComicWalkerの『コミックアライブ+』にて連載。第1話は『月刊コミックアライブ』2023年9月号にも出張掲載された。はじまりのムジカートである歓喜を主人公とした物語が描かれる。
- 原作：DeNA、広井王子 / 作画：中矢いか / ストーリー：高羽彩『takt op. 薔薇の弾丸で撃て！』 KADOKAWA〈MFコミックス〉、全2巻
  1. 2024年2月28日発売[40]、ISBN 978-4-04-811265-9
  2. 2025年2月28日発売[41]、ISBN 978-4-04-811310-6